# Paciano Rizal

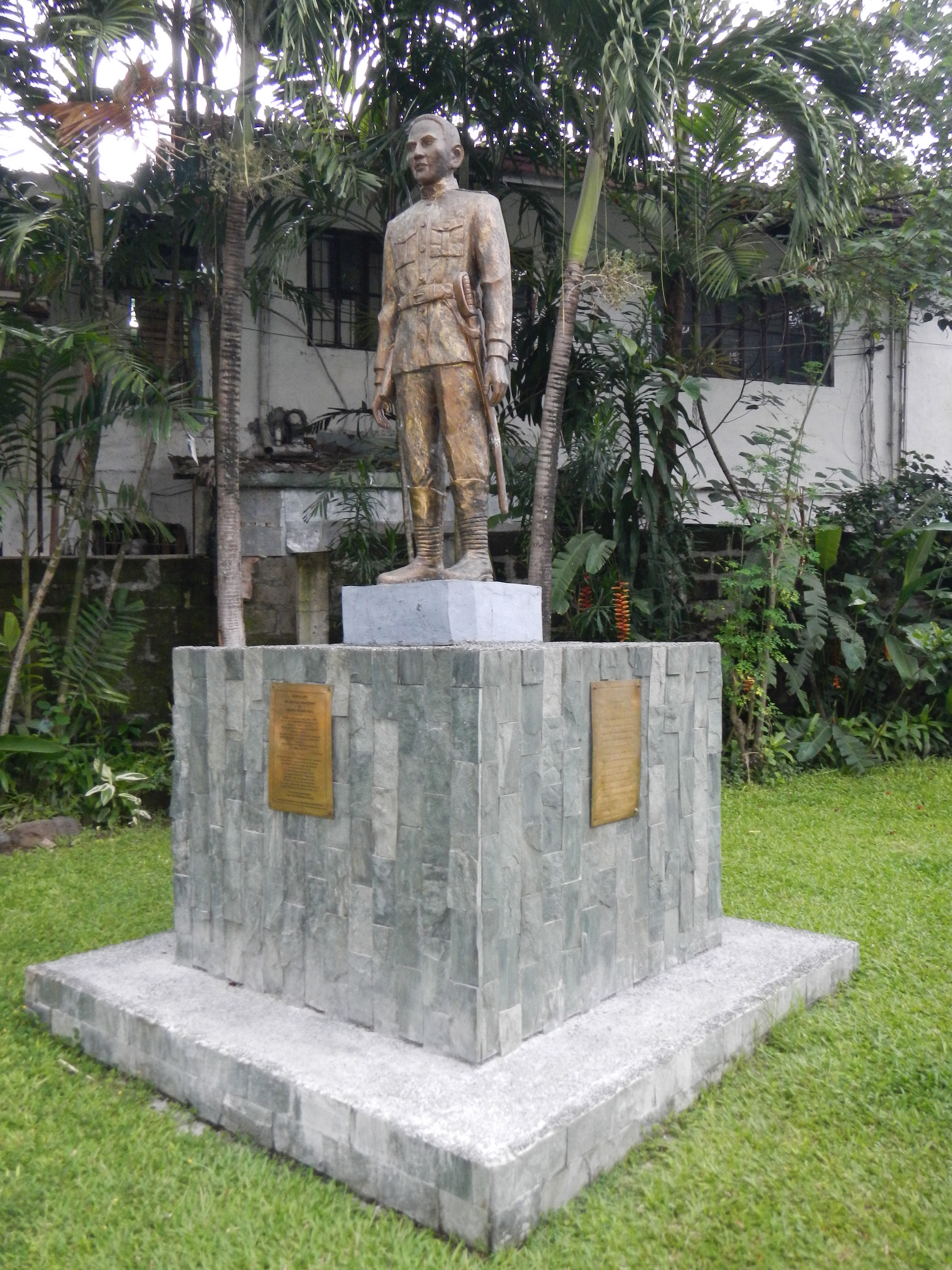
Pomnik i grób generała Paciano Rizala

Paciano Rizal (ur. 9 marca 1851, zm. 13 kwietnia 1930) – filipiński wojskowy.

## Życiorys
Urodził się w Calambie jako najstarszy z jedenaściorga dzieci Francisca Mercado i Teodory Alonso. Kształcił się w kolegium świętego Józefa w stołecznej Manili. Jednym z jego nauczycieli był Jose Burgos, ksiądz działający na rzecz przejęcia kontroli nad filipińskim Kościołem katolickim przez miejscowych, filipińskich księży oraz ograniczenia przemożnych wpływów zagranicznych zgromadzeń zakonnych na archipelagu. Egzekucja duchownego, wykonana po pokazowym procesie w 1872, wstrząsnęła Rizalem i ostatecznie zamknęła mu drogę do dalszej edukacji. Nie dopuszczono go bowiem do egzaminów po tym, gdy zaczął otwarcie wyrażać swoje oburzenie po stracie zaangażowanego w delikatne kwestie polityczne przyjaciela.
Powrócił następnie do rodzinnej Laguny. Pomagał starzejącemu się ojcu w zarządzaniu rodzinnym majątkiem. Był przy tym człowiekiem bardzo przedsiębiorczym, umiejętnie zarządzającym także gospodarstwem rolnym. Nabyte doświadczenie życiowe sprawiło, że młodsze rodzeństwo chętnie zwracało się doń z prośbą o radę i pomoc. Wspierał rodzący się ruch na rzecz głębokich reform politycznych na wciąż pozostających pod kontrolą Hiszpanów Filipinach, w tym pierwszą tagalską gazetę, Diariong Tagalog. Przekonał swego młodszego brata Jose do wyjazdu na studia do Hiszpanii w 1882, a następnie regularnie informował go listownie o tym co dzieje się w kraju. Pośród tych spraw znajdował się także spór o grunta rolne w Calambie z dominikanami, który ostatecznie spowodował, iż Paciana zesłano na Mindoro. Można go uznać także za pierwszego tłumacza napisanej przez Jose Rizala powieści Noli me tangere. Przekład ten nigdy wszelako nie ukazał się drukiem, bowiem jego manuskrypt zaginął.
Uwięzienie Jose przez kolonialne władze hiszpańskie w 1896 pociągnęło za sobą również aresztowanie Paciana. Próbowano go bezskutecznie zmusić, by potwierdził związki brata z Katipunanem, główną filipińską organizacją narodowowyzwoleńczą, stojącą również za wybuchem rewolucji. Sam Paciano po śmierci brata wstąpił do Katipunanu, wreszcie zaś został generałem rewolucyjnej armii filipińskiej. Poddał się wojskom hiszpańskim w Santa Cruz w rodzinnej Lagunie. Przestrzegał następnie warunków porozumienia z Biyak-na-Bato. Po wznowieniu działań wojennych dowodził wojskami, ponownie w rodzinnej prowincji. Uczestnik wojny ze Stanami Zjednoczonymi, starzejący się i cierpiący na malarię poddał się wojskom amerykańskim w 1900. Powrócił do uprawy ziemi w Lagunie, co też pozostało jego głównym zajęciem aż do śmierci.